# Vlast – Celé Rusko
Vlast – Celé Rusko byla ruská politická strana, která existovala v letech 1998 až 2002.
Stranu založil někdejší moskevský starosta Jurij Lužkov, který na ustavujícím sjezdu požadoval silný stát, ale „žádnou diktaturu“. Lužkov, který sám sebe označil za sociálního demokrata, si přál učinit z Ruska opět světovou velmoc a privatizaci označil za podvod. Lužkovova strana Vlast chtěla mít blízko k národně orientovaným a odborovým hnutím.